# 斯捷潘尼夫卡 (蘇梅區)
51°9′11″N 34°27′40″E / 51.15306°N 34.46111°E
斯捷潘尼夫卡（烏克蘭語：Степанівка）是位於烏克蘭東北部的村莊，由蘇梅州蘇梅區的比洛皮利亞市鎮負責管轄。該村處於巴甫利夫卡河右岸，分別距離莫羅恰1公里和梅利亞奇哈4公里，海拔高度170米，2001年人口120。